# Armáda spásy

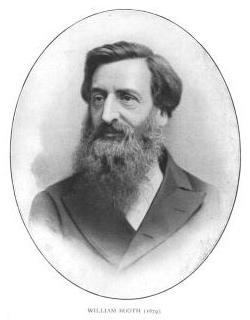
William Booth, zakladatel Armády spásy

Armáda spásy (zkratka AS, anglicky Salvation Army) je křesťanská církev s kvazivojenskou strukturou a zároveň charitativní organizace, kterou tato církev provozuje a která je známa především péčí o bezdomovce. Byla založena v Anglii roku 1865. Působí v mnoha státech světa, celkem udává 1,5 milionu členů označovaných jako vojáci, důstojníci, souhrnně salutisté. Učení Armády spásy se také označuje jako salutismus.

## Historie
Armádu spásy založil metodistický kazatel William Booth (1829–1912) v roce 1865, i když jeho původním úmyslem nebylo zahájit nové náboženské hnutí. Od chvíle, kdy se jako dospívající chlapec obrátil ke křesťanství, měl Booth velký zájem o chudé a nevěřící lidi ve svém městě Nottinghamu v Anglii. V roce 1865 se setkal se skupinkou křesťanů, kteří pořádali setkání ve Východním Londýně, což byla jedna z nejchudších čtvrtí města. Booth se stal vedoucím této skupiny a doufal, že víra promění životy lidí, kteří se pak přidají k místním církvím. Avšak ti, kteří se pod jeho vlivem obrátili, chtěli zůstat s ním a připojit se k jeho službě – a tak začala práce, která byla napřed známa jako „Misie Východního Londýna“ a později jako „Křesťanská misie“. V roce 1878 změnila tato organizace název na Armádu spásy. Během desetiletí se hnutí rozšířilo mimo Británii. Dobře se zavedlo hlavně v Severní Americe.

## Na území Československa a Česka
Armáda spásy zahájila svoji činnost v Československu v roce 1919, kdy dorazil do Československa první pracovník, Švéd Karl Larsson (1868–1952), so roku 1920 tak již existovalo osm sborů. Zaregistrována byla v roce 1921.
Přečkala obtížnou dobu okupace (1939 až 1945). Komunistický režim však její existenci v tehdejším Československu zcela ukončil. Početná skupina jejích členů byla dokonce uvězněna. Major Josef Korbel a majorka Filipína Venclová byli odsouzeni k nejtěžším trestům. Major František Pivonka zemřel roku 1959 těsně před zahájením procesu proti němu. Po úředním rozpuštění Armády spásy se její členové zapojili do činností ostatních církví, trpěných v té době komunistickým režimem.
Krátce po „Sametové revoluci“ v listopadu 1989 požádala skupina křesťanů Armádu spásy, aby zvážila obnovení práce. Tehdejší federální československá vláda měla také velký zájem o odborné a praktické zkušenosti Armády s řešením problémů lidí bez domova. Prezident Václav Havel se setkal s generálkou Evou Burrowsovou a byly navázány přímé kontakty s Ministerstvem práce a sociálních věcí.
Armáda spásy v České republice byla registrována MV ČR dne 17. května 1990 jako občanské sdružení.
Armáda spásy v ČR má sídlo v Praze. V jejím čele stojí národní velitel pro Českou republiku. Národní Ústředí zajišťuje styk s Ústředními orgány ČR, koordinuje práci v celé republice, udržuje kontakt s mezinárodní Armádou spásy a vede centrální účetnictví pro veškerá zařízení Armády spásy v ČR.
Konkrétní práce v jednotlivých městech, kde Armáda spásy působí (tedy Praha, Brno, Ostrava, Havířov, Karlovy Vary, Krnov, Opava, Přerov, Šumperk, Kopřivnice, Frýdek-Místek, Bohumín a Čermná ve Slezsku) zahrnuje oblast duchovní i sociální. 
Duchovní práce je soustředěna do tzv. sborů, v jejichž čele stojí důstojníci Armády spásy. V současné době je v každém městě působení jeden sbor Armády spásy. Jednotlivá sociální zařízení jsou vedena zahraničními i českými odborníky.
Sociální práce zahrnuje např. péči o bezdomovce, staré a nemocné občany, matky s dětmi, děti a mládež, ale i další formy pomoci podle aktuálních potřeb.
Speciální projekty jsou Domovy Přístav v Ostravě – pobytové zařízení se zvláštním režimem pro lidi bez domova v seniorském věku a služby následné péče v Havířově – nabízejí možnost těm, kteří se rozhodli bojovat se závislostmi na alkoholu a gamblingu a potřebují podporu na cestě k trvalé abstinenci.

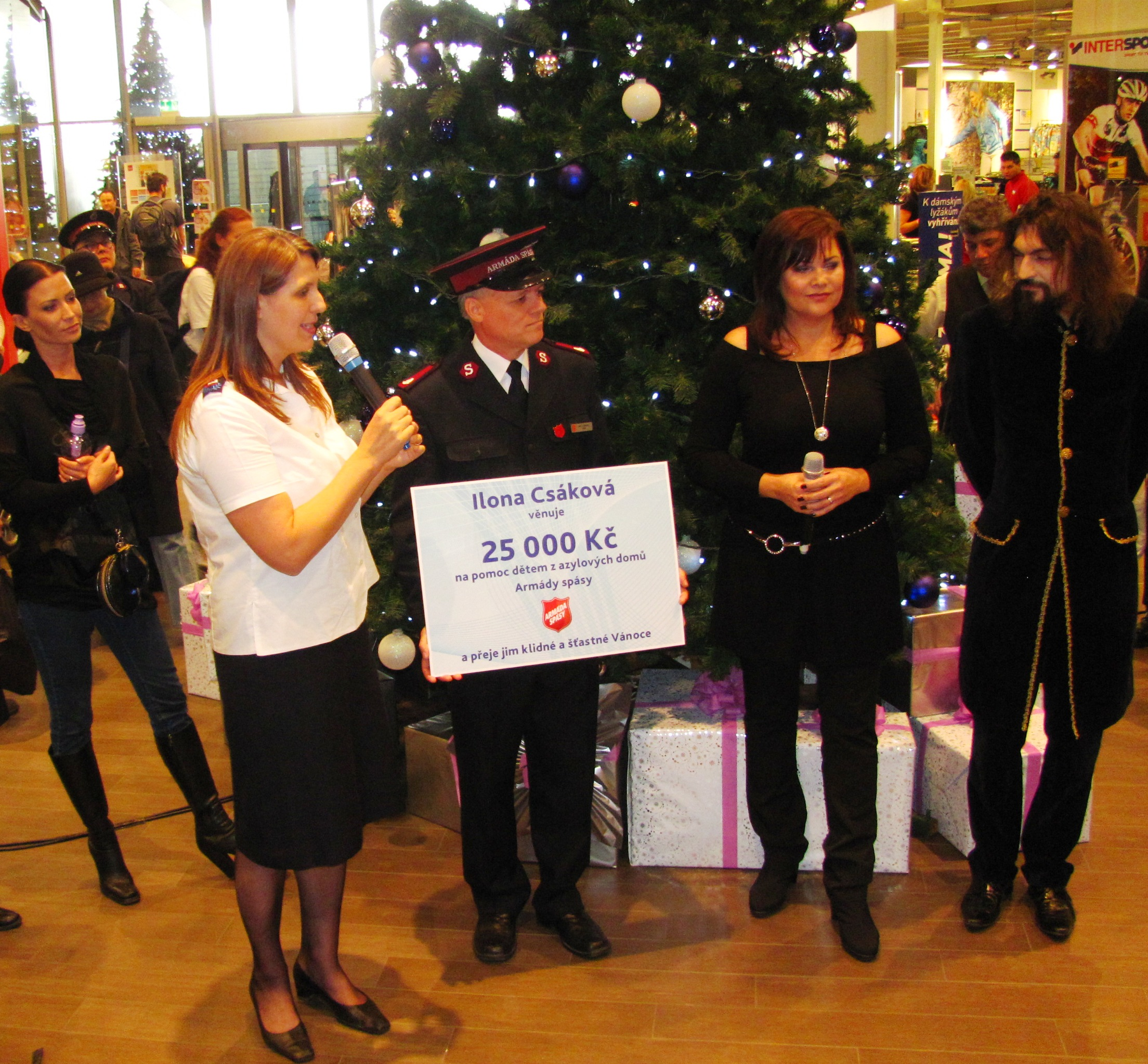
Dobročinná akce Armády spásy v ČR „Strom splněných přání 2011“ v Praze 6

Dne 25. září 2013 se Armáda spásy stala oficiální registrovanou církví v České republice. Občanské sdružení tímto automaticky nezaniklo.

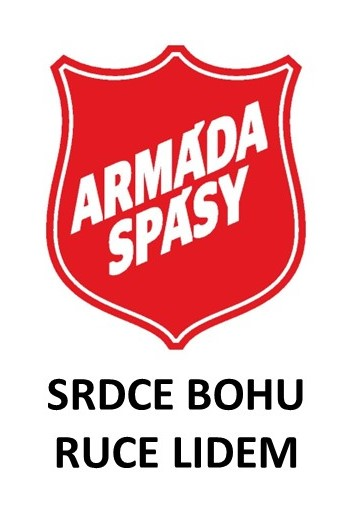
Moto Armády spásy

Armáda spásy provozuje dvě Ordinace pro chudé, první otevřela v roce 2018 v Ostravě, druhou v roce 2022 v Praze-Holešovicích. V roce 2021 navázala spolupráci se spolkem Medici na ulici, v němž zdravotnickou asistenci bezdomovcům poskytují studenti medicíny.

## Celosvětová expanze Armády spásy
V současné době působí Armáda spásy ve 127 zemích na světě. Její mezinárodní ústředí vede v Londýně generál André Cox. Přes 1 100 000 vojáků a 100 000 zaměstnanců pracuje v rozvojových komunitních programech, azylových zařízeních pro bezdomovce, dětských domovech, rehabilitačních centrech, centrech pro děti a mládež, domovech pro seniory, nemocnicích a projektech pro služby vojenským složkám, vězňům a vyhledávání pohřešovaných osob.
- 1865 – Anglie
- 1874 – Wales
- 1879 – Jersey, Skotsko
- 1880 – Austrálie, Severní Irsko, sjednocené stavy Ameriky
- 1881 – Francie
- 1882 – Alderney, Kanada, Guernsey, Indie, Švédsko, Švýcarsko
- 1883 – Nový Zéland, Pákistán, jižní Afrika, Srí Lanka
- 1884 – Irsko, Svatá Helena (ostrov)
- 1886 – Německo, Newfoundland
- 1887 – Dánsko, Itálie, Jamajka, Nizozemsko
- 1888 – Norsko
- 1889 – Belgie, Finsko
- 1890 – Argentina, Uruguay
- 1891 – Zimbabwe
- 1894 – Havaj, Indonésie
- 1895 – Gibraltar (do roku ne 1968), Guyana, Island, Japonsko
- 1896 – Malta (do roku 1972)
- 1898 – Aljaška, Barbados
- 1901 – Trinidad a Tobago
- 1902 – Grenada
- 1904 – Panama
- 1907 – Kostarika
- 1908 – Korea
- 1909 – Chile
- 1910 – Paraguay, Peru
- 1913 – Rusko (do roku 1923)
- 1915 – Belize, Myanmar
- 1916 – Čína (do roku 1951), Mosambik
- 1917 – Surinam
- 1918 – Kuba
- 1919 – Československo (do roku 1950)
- 1920 – Bolívie, Nigérie
- 1921 – Keňa
- 1922 – Brazílie, Ghana, Zambie
- 1923 – Lotyšsko (do roku 1939)
- 1924 – Faerské ostrovy, Maďarsko (do roku 1949)
- 1926 – Surinam
- 1927 – Rakousko, Estonsko (do roku 1940)
- 1930 – Hongkong
- 1931 – Bahamy, Uganda
- 1933 – Francouzská Guyana (do roku 1952), Tanzanie, Jugoslávie (do roku 1948)
- 1934 – Alžírsko (do roku 1970), Kongo (Kinshasa), Mandžukuo (do roku 1945)
- 1935 – Singapur
- 1936 – Egypt (do roku 1949)
- 1937 – Kongo (Brazzaville), Mexiko, Filipíny
- 1938 – Malajsie
- 1950 – Haiti
- 1956 – Papua Nová Guinea
- 1960 – Svazijsko
- 1962 – Portoriko
- 1965 – Tchaj-wan
- 1967 – Malawi
- 1969 – Lesotho
- 1970 – Bangladéš
- 1971 – Portugalsko, Španělsko
- 1972 – Venezuela
- 1973 – Fidži
- 1976 – Guatemala
- 1978 – Kanárské ostrovy
- 1980 – Francouzská Guyana (znovu)
- 1985 – Angola, Kolumbie, Ekvádor, Marshallovy ostrovy
- 1986 – Tonga
- 1988 – Libérie
- 1989 – El Salvador, Thajsko (do roku 1993)
- 1990 – Česko (znovu, předtím Československo), Maďarsko (znovu), Lotyšsko (znovu)
- 1991 – Rusko (znovu)
- 1992 – Bělorusko (do roku 1996), Somálsko (do roku 1995)
- 1993 – Gruzie, Ukrajina
- 1994 – Guam, Moldavsko
- 1995 – Dominikánská republika, Estonsko (znovu)
- 1996 – Rwanda
- 1997 – Botswana
- 1999 – Svatý Martin (ostrov)
- 2000 – Macao
- 2004 – Litva, Rumunsko
- 2005 – Falklandy, Polsko